# Fushou
Fushou (kinesiska: 福寿) är en köping i sydvästra Kina. Den ligger i stadsdistriktet Nanchuan, i storstadsområdet Chongqing, omkring 58 kilometer sydost om det centrala stadsdistriktet Yuzhong. Antalet invånare är 8 014. Befolkningen består av 3 961 kvinnor och 4 053 män. Barn under 15 år utgör 16,0 %, vuxna 15-64 år 67 %, och äldre över 65 år 16,0 %.